# Cannanore
Kannur
Cannanore ou officiellement Kannur (malayâlam : കണ്ണൂര്‍) est une ville de l'État du Kerala en Inde, chef-lieu du district homonyme, également capitale d'un ancien État princier des Indes.

## Géographie
La ville se trouve sur les rives de la mer d'Arabie, se déployant au sud sur la baie de Mappila.

### Histoire
Cannanore a appartenu à différents râjas de la région jusqu'à l'invasion du Malabar par Haidar Alî. En 1498, elle est visitée par Vasco de Gama et en 1501 un comptoir portugais y est installé par Cabral. Vasco de Gama signe un traité avec le râja en 1502, puis en 1505 la forteresse de Santo Ângelo y est construite. En 1656, les Hollandais s'y installent et bâtissent le fort actuel qu'il vendent à l'Alî Râja en 1771.
Au début du IXe siècle, les Chera du Tamil Nadu s'empare de toute la région sous le règne du râja Kulashekhara Varman jusqu'en 1102. Viendront ensuite les râjas Mushika et, au XIVe siècle, les Kolathiri qui dirigent le royaume de Koluthunad et contrôlent la région lorsque les Portugais débarquent.
L'État princier de Cannanore a été créé à partir d'une partie du royaume de Vijayanagara. Il devient vassal de la Compagnie anglaise des Indes orientales en 1783. Il a subsisté jusqu'en 1948 puis a été intégré à l'État du Kerala.

### Dirigeants: ali rajas
(f) indique un dirigeant femme.
- 1545 - 1591 : Alî
- 1591 - 1607 : Abubakar I
- 1607 - 1610 : Abubakar II
- 1610 - 1647 : Mohammed Alî I
- 1647 - 1655 : Mohammed Alî II
- 1655 - 1656 : Kamal
- 1656 - 1691 : Muhammad Alî III 1
- 1691 - 1704 : Alî Adi-Raja II
- 1704 - 1720 : Kunhi Amsa Adi-Râja I
- 1720 - 1728 : Mohammed Alî Adi-Râja IV
- 1728 - 1732 : Harrabichi Kadavube Adi-Râja Bibi (f)
- 1732 - 1745 : Junumabe Adi-Râja Bibi I (f)
- 1745 - 1777 : Kunhi Amsa Adi-Râja II
- 1783 - 1819 : Junumabe Adi-Râja Bibi II (f)
- 1819 - 1838 : Mariambe Adi-Râja Bibi (f)
- 1838 - 1852 : Hayashabe Adi-Râja Bibi (f)
- 1852 - 1870 : Abdul-Rahman Alî Adi-Râja I
- 1870 - 1899 : Musa Alî adi-Râja
- 1899 - 1907 : Muhammad Alî Adi-Râja V
- 1907 - 1911 : Imbichi Adi-Râja Bibi (f)
- 1911 - 1921 : Ahmad Adi-Râja Bibi
- 1921 - 1931 : Ayisha Adi-Râja Bibi (f)
- 1931 - 1946 : Abdul-Rahman Alî Adi-Râja II
- 1946 - 1948 : Mariyumma Adi-Râja Bibi (f)

### Lieux et monuments

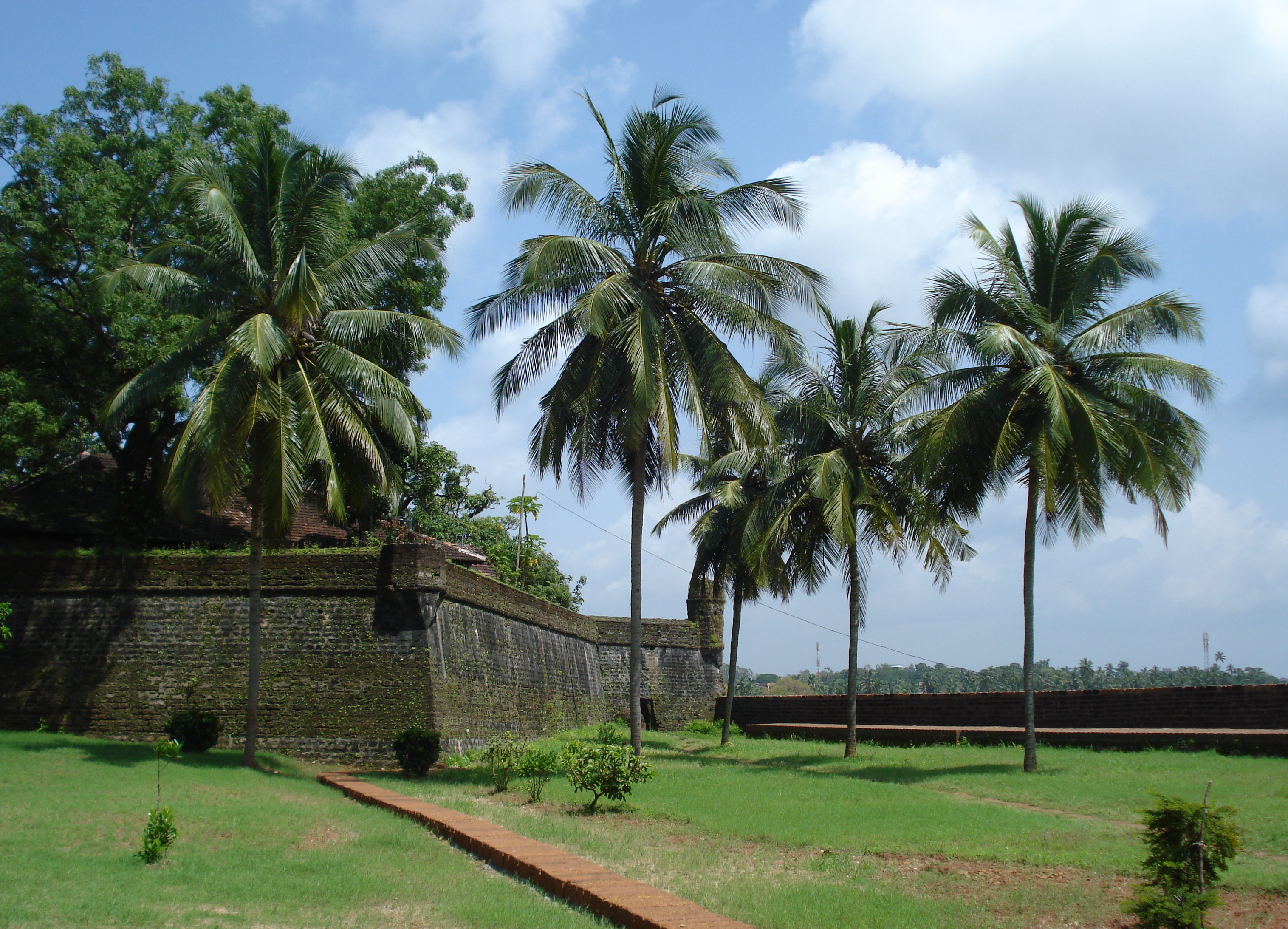
Fort de Santo Angelo

- la forteresse de Santo Ângelo (en)